# José Catieau
José Catieau (Coutiches, 17 de julio de 1946-30 de noviembre de 2023) fue un ciclista francés profesional (1969-1975).

## Palmarés
1968;
- 1 etapa del Tour de Picardie

1971
- 1 etapa de la Vuelta a Portugal

1972
- 1 etapa del Gran Premio de Midi Libre
- París-Camembert

1973
- 1 etapa del Tour de Francia

1974
- 1 etapa del Critérium del Dauphiné

## Resultados en Grandes Vueltas y Campeonatos del Mundo
Durante su carrera deportiva ha conseguido los siguientes puestos en las Grandes Vueltas y en los Campeonatos del Mundo en carretera:
| Carrera         | 1969 | 1970 | 1971 | 1972 | 1973 | 1974 | 1975 |
| --------------- | ---- | ---- | ---- | ---- | ---- | ---- | ---- |
| Giro de Italia  | -    | -    | -    | -    | -    | -    | -    |
| Tour de Francia | 66.º | 70.º | 44.º | Ab.  | 14.º | 28.º | Ab.  |
| Vuelta a España | -    | -    | -    | -    | 12.º | -    | -    |
| Mundial en Ruta | 7.º  | -    | -    | -    | -    | -    | -    |

-: No participa

Ab.: Abandono